# 69 Love Songs
69 Love Songs è un album triplo pubblicato dal gruppo pop statunitense The Magnetic Fields nel 1999, uscito in origine negli Stati Uniti in tre parti separate poi presto raggruppate in un unico cofanetto. Si tratta di un concept album contenente 69 canzoni diverse dedicate al tema dell'amore. 69 Love Songs viene considerato il capolavoro della band di Stephin Merritt, nonché uno dei migliori album del decennio.

## Composizione e pubblicazione

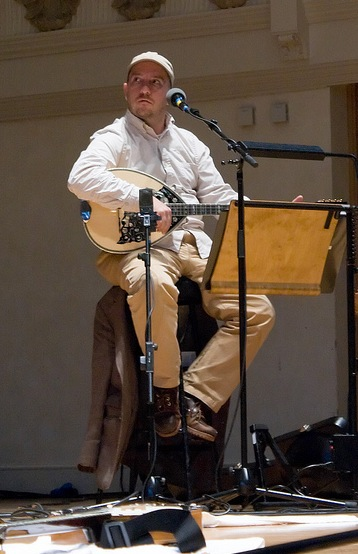
Stephin Merritt (2008)

69 Love Songs venne composto da Merritt durante la seconda metà degli anni novanta, periodo in cui viveva a New York e lavorava per la rivista Time Out. Originariamente, l'album avrebbe dovuto contenere 100 canzoni. Tuttavia, dopo aver pensato che un centinaio di brani fossero troppi Merritt decise di ridurre il loro numero a 69 (un numero che allude provocatoriamente alla nota posizione sessuale). 69 Love Songs uscì dapprima in tre dischi separati, e in un secondo momento raccolti in un unico cofanetto. Nel 2000 venne anche pubblicata un'edizione europea dell'album.

## Descrizione
Ambizioso concept album sul tema dell'amore, che viene affrontato da Merritt con un misto di ammirazione e diffidenza, 69 Love Songs è composto da tre dischi contenenti 23 tracce ciascuno per un totale di 69 canzoni. Nonostante la loro semplicità, i brani attingono all'intera storia della popular music, e confermano la passione di Merritt per i compositori americani della Motown, della Tin Pan Alley, e del Brill Building come, ad esempio, Rodgers e Hart, Holland-Dozier-Holland, Burt Bacharach, Cole Porter, e George Gershwin. Secondo alcuni, i brani del triplo album rimandano ai sonetti d'amore di William Shakespeare. Le tracce a volte malinconiche e a volte spigliate di 69 Love Songs spaziano dal rock (When My Boy Walks Down the Street), al country rock (I Don't Want to Get Over You), all'elettronica (Fido, Your Leash Is Too Long, It's a Crime), al punk (Punk Love), al jazz (Love Is Like Jazz), alla musica d'avanguardia (Love in the Shadows, Experimental Music Love), alla musica a cappella (How Fucking Romantic), al dream pop (Yeah! Oh Yeah!), al country-gospel (Kiss Me Like You Mean It), alla ballata (The Book of Love, I Don't Believe In The Sun, Very Funny, Busby Berkeley Dreams), al folk americano (All My Little Words, Grand Canyon, Papa Was a Rodeo), e a quello scozzese (Wi' Nae Wee Bairn Ye'll Me Beget). L'album non disdegna omaggi a Serge Gainsbourg (My Sentimental Melody), Morrissey (The Death of Ferdinand de Saussure), e i Beach Boys di Smile (Let's Pretend We're Bunny Rabbits). Per realizzare 69 Love Songs Merritt si servì di una strumentazione molto varia comprendente chitarre di vario tipo, ukulele, banjo, pianoforte, flauto, strumenti giocattolo, e apparecchiature analogiche.

## Accoglienza
| Recensione     | Giudizio       |
| -------------- | -------------- |
| Pitchfork      |                |
| AllMusic       |                |
| OndaRock       | Pietra miliare |
| Piero Scaruffi |                |

Benché giudicato da qualcuno troppo lungo a causa delle sue quasi tre ore di durata, 69 Love Songs viene considerato il capolavoro di tutta la discografia di Merritt, e tra i migliori album pop degli anni novanta. Compare inoltre in diversi libri dedicati ai migliori dischi di popular music. Tom Breihan di Stereogum apprezza la "forza intellettuale" che trasmettono le canzoni dell'album, e definisce i loro testi "intelligenti"; sostiene inoltre che potrebbe essere l'unico album in grado di rimanere bellissimo anche se l'ordine delle sue tracce venisse cambiato. Il recensore dichiara di apprezzare soprattutto le tracce Papa Was a Rodeo, I Think I Need a New Heart e I’m Sorry I Love You. Nonostante ciò, Breihan ritiene che esso contenga anche pezzi "inascoltabili" come Punk Rock Love, Love Is Like Jazz, e Xylophone Track. Tom Moon recensisce positivamente il concept album, e ritiene che i suoi "pezzi chiave" siano I'm Sorry I Love You, If You Don't Cry, I Don't Want To Get Over You, e Very Funny. Paste sostiene che, sebbene presenti alcuni brani poco o per nulla riusciti, l'album sia un "abbagliante caleidoscopio di pop e Americana, un vero e proprio spettacolo queer (o perlomeno di ambigua sessualità)". La stessa rivista considera Papa Was a Rodeo, The Book of Love, Asleep and Dreaming, All My Little Words e I Think I Need a New Heart le canzoni migliori di 69 Love Songs in ordine decrescente. Stando a quanto riporta un libro di Eddy Cilìa dedicato ai 500 album rock "fondamentali":

## Formazione
- Stephin Merritt – voce, vari strumenti a corde, tastiere, percussioni, fiati, sintetizzatori
- Claudia Gonson – piano, batteria, percussioni, voce
- John Woo – banjo, chitarra, mandolino
- Sam Davol – violoncello, flauto
- Daniel Handler – fisarmonica
- Shirley Simms – voce
- Dudley Klute – voce
- LD Beghtol – voce

## Tracce

### Disco 1
1. Absolutely Cuckoo – 1:34
2. I Don't Believe in the Sun – 4:16
3. All My Little Words – 2:46
4. A Chicken with Its Head Cut Off – 2:41
5. Reno Dakota – 1:05
6. I Don't Want to Get Over You – 2:22
7. Come Back from San Francisco – 2:48
8. The Luckiest Guy on the Lower East Side – 3:43
9. Let's Pretend We're Bunny Rabbits – 2:25
10. The Cactus Where Your Heart Should Be – 1:11
11. I Think I Need a New Heart – 2:32
12. The Book of Love – 2:42
13. Fido, Your Leash Is Too Long – 2:33
14. How Fucking Romantic – 0:58
15. The One You Really Love – 2:53
16. Punk Love – 0:58
17. Parades Go By – 2:56
18. Boa Constrictor – 0:58
19. A Pretty Girl Is Like... – 1:50
20. My Sentimental Melody – 3:07
21. Nothing Matters When We're Dancing – 2:27
22. Sweet-Lovin' Man – 4:59
23. The Things We Did and Didn't Do – 2:11

Durata totale: 55:55

### Disco 2
1. Roses – 0:27
2. Love Is Like Jazz – 2:56
3. When My Boy Walks Down the Street – 2:38
4. Time Enough for Rocking When We're Old – 2:03
5. Very Funny – 1:26
6. Grand Canyon – 2:28
7. No One Will Ever Love You – 3:14
8. If You Don't Cry – 3:06
9. You're My Only Home – 2:17
10. (Crazy for You But) Not That Crazy – 2:18
11. My Only Friend – 2:01
12. Promises of Eternity – 3:46
13. World Love – 3:07
14. Washington, D.C. – 1:53
15. Long-Forgotten Fairytale – 3:37
16. Kiss Me Like You Mean It – 2:00
17. Papa Was a Rodeo – 5:01
18. Epitaph for My Heart – 2:50
19. Asleep and Dreaming – 1:53
20. The Sun Goes Down and the World Goes Dancing – 2:46
21. The Way You Say Good-Night – 2:44
22. Abigail, Belle of Kilronan – 2:00
23. I Shatter – 3:09

Durata totale: 59:40

### Disco 3
1. Underwear – 2:49
2. It's a Crime – 3:54
3. Busby Berkeley Dreams – 3:36
4. I'm Sorry I Love You – 3:06
5. Acoustic Guitar – 2:37
6. The Death of Ferdinand de Saussure – 3:10
7. Love in the Shadows – 2:54
8. Bitter Tears – 2:51
9. Wi' Nae Wee Bairn Ye'll Me Beget – 1:55
10. Yeah! Oh, Yeah! – 2:19
11. Experimental Music Love – 0:29
12. Meaningless – 2:08
13. Love Is Like a Bottle of Gin – 1:46
14. Queen of the Savages – 2:12
15. Blue You – 3:03
16. I Can't Touch You Anymore – 3:05
17. Two Kinds of People – 1:10
18. How to Say Goodbye – 2:48
19. The Night You Can't Remember – 2:17
20. For We Are the King of the Boudoir – 1:14
21. Strange Eyes – 2:01
22. Xylophone Track – 2:47
23. Zebra – 2:15

Durata totale: 56:26